# 新赫里霍里夫卡 (扎波罗热区)
48°4′53″N 35°58′15″E / 48.08139°N 35.97083°E
新赫里霍里夫卡（烏克蘭語：Новогригорівка）是位於烏克蘭東南部的村莊，由扎波羅熱州扎波羅熱区的新米科拉伊夫卡市鎮負責管轄。該村處於上泰爾薩河畔，分別距離米科萊-波萊1公里和佩雷佩利亞切3.5公里，始建於1920年，面積0.003平方公里，海拔高度130米，2001年人口67。